# Всесвітній день хворого
Всесвітній день хворого (англ. World Day of the Sick) — християнське свято, покликане привернути увагу людей до проблем, з якими зіштовхуються хворі люди по всій планеті. Цей день своєрідний соціальний захід, що проводиться по усьому світі щорічно, 11 лютого.

## Історія Свята
11 лютого 1858 року з'явилася Пречиста Діва Марія 14-ти річній селянській дівчині Бернадетті Субіру, що збирала хмиз у лісі. З'явилася ця «Пані» дівчинці в печері, що стояла неподалік, і сказала до неї: «Йди до священників і скажи їм, щоб збудували на цьому місці каплицю, бо я хочу, щоб воно стало місцем ласки для людей. Не переставай молитись і кажи іншим, щоб вони молилися. Піди і напийся з джерела та окропи себе водою з нього…» Ніякого джерела дівчинка не бачила і ніхто ніколи не знав про нього. Але коли Бернадета розгорнула землю на вказаному місці то звідти почало бити джерело, котре згодом перетворилося у гірський потік. В 1933 році, після чотирирічних досліджень спеціальною комісією, церква визнала Люрд як місце непояснимих наукою чуд, а Бернадетту, котра померла на 54-році свого життя – проголошено в соборі св. Петра в Римі — святою.
13 травня 1992 Папа Римський Іоанн Павло ІІ установив Свято «Всесвітній день хворого» на 11 лютого.